# Vertebroplastiek
Vertebroplastiek (ook wel percutane vertebroplastiek (PVP)) is een medische procedure waarbij pijnlijke vertebrale compressiefracturen percutaan behandeld worden door middel van het injecteren van botcement (meestal polymethylmethacrylaat) in het gefractureerde wervellichaam. Percutane vertebroplastiek (PVP) wordt in Nederland met name steeds vaker toegepast ter behandeling van pijnlijke wervelfracturen op basis van osteoporose (osteoporotische vertebrale compressiefractuur (OVCF)).

## Geschiedenis
Hervé Deramond, een Franse interventieradioloog, is volgens vele de "uitvinder" van de percutane vertebroplastiek. In 1984 injecteerde hij polymethylmethacrylaat (PMMA)-botcement in een cervicale wervel (nekwervel) van een patiënt met een pijnlijk agressief hemangioom (vaattumor) waarvoor geen ander operatief ingrijpen meer mogelijk was. Het goede resultaat van deze procedure leidde tot het idee van behandeling van pijnlijke wervelcompressiefracturen door middel van injectie van botcement. De eerste publicatie waarin een vertebroplastiek uitgevoerd werd voor de indicatie: osteoporotische vertebrale compressiefractuur (OVCF), dateert uit 1989 door Lapras.

## Procedure
De indicatie voor een vertebroplastiek wordt over het algemeen gesteld door een orthopedisch chirurg, de procedure wordt uitgevoerd door een orthopedisch chirurg, interventieradioloog of (bij voorkeur) door deze twee specialisten samen. De PVP-procedure vindt in het algemeen onder lokale verdoving en  in het kader van een dagopname plaats. Voor de ingreep krijgt de patiënt orale pijnstilling en een infuus om tijdens de ingreep pijnstilling en een (kleine hoeveelheid) slaapmiddel toe te dienen.
Tijdens de procedure wordt, na het plaatselijk verdoven van de huid, een speciale naald door de huid heen in de aangedane wervel geplaatst. Vervolgens wordt het vloeibare botcement (met een tandpasta-achtige consistentie) door de naald in de wervel geïnjecteerd. Het cement hardt binnen +/-20 minuten uit. De naald wordt verwijderd en meestal kan de patiënt enkele uren later ontslagen worden en naar huis gaan. Het werkingsmechanisme van de procedure wordt tot zover toegekend aan de directe stabilisatie van de (micro)fracturen in het wervellichaam(corpus vertebrae), maar of dit het daadwerkelijke werkingsmechanisme is, is niet geheel zeker. In praktijk geldt dat meestal de biplane doorlichting (angiokamer)  wordt gebruikt bij een PVP voor een OVCF. Vertebroplastiek onder CT-scan begeleiding wordt met name gebruikt bij wervels met forse ossale destructie (tumoren) en/of ernstige deformiteit. Indien mogelijk wordt een transpediculaire benadering (met de vertebroplastieknaald door de pedikel) gekozen om de naald in het gefactureerde wervellichaam te plaatsen. Indien mogelijk wordt een unipediculaire (eennaaldprocedure) benadering nagestreefd, indien dit niet tot een goede vulling van het wervellichaam leidt kan er voor een bipediculaire (tweenaaldenprocedure) gekozen worden. Afhankelijk van het betrokken cervicale, thoracale, lumbale en sacrale wervelniveau(s) wordt de benadering van de interventie bepaald: 
- Extrapediculair (langs de pedikel)
  - Anterieur  → C1-C7
  - Posterieur → Th1-Th5, S2-S3
- Transpediculair (door de pedikel)
  - Posterieur → TH6 -Th12, L1-L5, S1

## Indicaties
De osteoporotische vertebrale compressiefractuur is op dit moment de meest voorkomende indicatie voor PVP. 
De therapie wordt echter ook breed ingezet als behandeling van osteolytische laesies ten gevolge van morbus Kahler, ossale metastasen van maligne processen, vertebrale hemangiomen en specifieke vormen van stabiele traumatische wervelfracturen. 
In veel centra moeten een patiënt ten minste maar niet uitsluitend aan de volgende eisen voldoen om mogelijk in aanmerking te komen voor een PVP procedure:
1. Focale ("aan te wijzen") pijn op een of meerdere niveaus in de wervelkolom.
2. Pijn bestaat 6 weken of langer (meer dan 70% van de OVCFs heeft een gunstig natuurlijk beloop waarbij de pijn na 6-8 weken verdwijnt)
3. Deformatie (compressie) van een of meerde wervels zichtbaar op de conventionele röntgenfoto.
4. Beenmergoedeem in het aangedane wervellichaam (aan te tonen door een MRI-scan met STIR-sequentie)
5. patiënt moet in staat zijn om de behandeling te ondergaan.
6. geen contra-indicaties

## Contra-indicaties
Onder de contra-indicaties vallen onder andere maar niet uitsluitend:
1. Infectie (plaatselijk in de wervelkolom (osteomeylitis) of systemisch)
2. myelum-, cauda- of wortelcompressie
3. niet-corrigeerbare bloedingsneiging

## Complicaties
De kans op complicaties is afhankelijk van de indicatie (OVCF, tumor of trauma). Voor een OVCF wordt over het algemeen een complicatie risico van minder dan 2% aangehouden, voor behandeling van tumoren wordt een complicatierisico van 5-10% aangehouden.
Onder de meest frequente complicaties vallen onder andere:
- symptomatische cementlekkage (m.a.g. neurologische symptomen of cementembolie naar de longen)
- infectie
- hematoomvorming
- bloeddrukdaling tijdens de ingreep (t.g.v. het injecteren van het PMMA-botcement)
- schade door verkeerde plaatsing van de naald(en)